# Éducation patriotique à Hong Kong
L’ éducation patriotique à Hong Kong a pour objectif d’enseigner la doctrine officielle du Parti communiste chinois grâce aux institutions scolaires. Ce projet envisagé dans un premier temps en 2012 est abandonné par les autorités à la suite des manifestations d’opposition. Lors des manifestations de 2019, la mise en place d’une éducation patriotique est de nouveau à l’ordre de jour. 

## Historique
Dans l’ancienne colonie britannique, rétrocédée à la Chine en 1997, un projet d’éducation patriotique a été envisagée en 2012 par les autorités chinoises. Des milliers de personnes protestent alors contre les cours de patriotisme chinois que les écoles doivent intégrer. Le projet d’éducation patriotique est abandonné après dix jours de contestation. Cette opposition frontale sera le terreau d’une prise de conscience qui aboutit deux ans plus tard au mouvement d’opposition des parapluies.
En 2019, lors des manifestations pro-démocratiques, les autorités chinoises récusent les libertés académiques de Hong Kong, héritées de la colonie britannique, contraires à l’éducation chinoise qui promeut notamment le socialisme à la chinoise et les pensées de Xi Jinping. En effet les enseignants profitent d’une grande autonomie et peuvent, par exemple évoquer les manifestations de la place Tian'anmen ou le sort du dissident Liu Xiaobo, sujets tabous en Chine continentale. Les autorités chinoises reprochent aux enseignants d’évoquer des idées politiques auprès de la jeunesse Hongkongaise. Le comité central du Parti communiste chinois indique vouloir « établir et améliorer les systèmes légaux et leurs mécanismes d'application afin de préserver la sécurité nationale dans les régions administratives spéciales » comme Hong Kong.

## Projet
Shen Chunyao, un responsable du Bureau des affaires de Hong Kong et Macao du gouvernement chinois, indique en octobre 2019  :  « Nous renforcerons l'éducation à la Constitution et à la Loi fondamentale, ainsi qu'aux conditions nationales de la Chine, dans la société de Honk Kong et Macao, en particulier parmi les fonctionnaires et les jeunes personnes. À travers une éducation historique et culturelle, nos compatriotes de Hong Kong et de Macao devraient renforcer leur conscience nationale et leur patriotisme ».